# Bukvolike
Bukvolike (lat. Fagales), biljni red u razredu dvosupnica s osam porodica, od kojih je najvažnija, bukovke redu dala svoje ime.
Unutar reda porodica bukovki raširena je u brdskim i planinskim krajevima umjerenog pojasa, u nekim slučajevima s jestivim plodovima, žir i kesten.

## Opis
Fagales, je red bukovih dikotiledonih drvenastih cvjetnica, koji obuhvaća gotovo 1900 vrsta u 55 rodova. Članovi Fagales predstavljaju neka od najvažnijih umjerenih listopadnih ili zimzelenih stabala obje hemisfere, uključujući hrastove, bukve, orahe, hikorije i breze.
Zbog prisutnosti macica ili amenta, Fagales, plus niz nepovezanih porodica, prethodno su klasificirani u umjetnu skupinu zvanu Amentiferae. Glavne značajke članova Amentiferae bili su staminatni cvjetovi, a često i tučkovi cvjetovi, u macicama, smanjeni ili odsutni čašični listići i latice, te opći trend prema oprašivanju vjetrom (anemofilija). Fagales je sada smješten u skupinu Rosid I među glavnim eudikotima u botaničkom klasifikacijskom sustavu filogenije angiosperma II (APG II) (vidi angiosperma). Fagales sadrži osam porodica: Betulaceae, Fagaceae, Juglandaceae, Casuarinaceae, Nothofagaceae, Myricaceae, Rhoipteleaceae i Ticodendraceae.

### Karakteristične morfološke značajke
Fagales su svo drveće ili grmlje s jednostavnim listovima, ili složenim listovima kod Juglandaceae i Rhoipteleaceae, obično naizmjenično raspoređenih (rijetko nasuprotnih). Svaka biljka općenito sadrži sitne cvjetove različitih spolova (jednodomne); jednospolni cvjetovi prvenstveno se oprašuju vjetrom. staminatni cvjetovi su često raspoređeni u viseće lance cvjetova koji se nazivaju macice, a ponekad i ženski. Perijant je odsutan ili predstavljen jednim rudimentarnim tepalom. Cvjetovi s tučkom često su pokriveni kupulom, koja ponekad djelomično ili potpuno obuhvaća plod. Općenito postoje dva do mnogo različitih prašnika u svakom cvijetu, iako je u nekim slučajevima samo jedan. Cvjetovi s tučkom (tj. oni bez funkcionalnog prašnika) sadrže 2, 3 ili 6 (do 12) karpela, pri čemu su karpele spojene u donji jajnik s onoliko mjesta koliko i karpela, barem u donjem dijelu jajnika, ali s pregradama koje često ne dopiru do vrha jajnika. Stilovi su različiti ili ujedinjeni u bazi, a svaka lokula ima jednu ili dvije ovule. Plod je orah, samara ili koštunica, često jedan ili više zajedno okruženih ljuskom ili kupulom. Plod orašastih stabala sastoji se od tri sloja: vanjske ovojnice, srednjeg kašastog pojasa i unutarnjeg tvrdog sloja (endokarp). Ove značajke obično definiraju koštunicu, ali općenito se naziva koštunjasti orah ili jednostavno orah. U područjima gdje su vjeverice prisutne, mnogi se orašasti plodovi skladište pod zemljom i ne iskorištavaju, a do proljeća se pojavljuju mnoge sadnice. Sjemenke sadrže veliki embrij i malo ili nimalo endosperma.
Najistaknutija značajka Fagales je kupula (ljuska) koja pokriva ili okružuje plod. Vjeruje se da je struktura različitog podrijetla u većini porodica. Na primjer, kod Fagaceae potječe iz visoko modificiranog i reduciranog sustava grana s pripadajućim modificiranim listovima ili braktejama, barem u rodu Quercus; a kod Betulaceae se smatra da su ljuske sastavljene od nekoliko modificiranih brakteja. Također je sugerirano da četverokrilna kupula Nothofagusa potječe od četiri stipule u podnožju dvaju brakteja koje se nalaze ispod cvata. Tumačenje je da su brakteje jako smanjene ili ih nema, dok su stipule jako povećane i modificirane.
Bukve su kasno listopadno drveće, iako neke imaju dosta debelo, kožasto lišće. Mnoge imaju tendenciju zadržati svoje lišće, iako u suhom, beživotnom stanju, čak i tijekom zime, osobito dok su mladi. Kod Lithocarpus i Chrysolepis te kod nekih vrsta Quercus biljke su zimzelene s debelim, kožastim listovima, obično glatkih rubova. Izvan tropskih i toplih umjerenih područja, većina članova porodice su listopadni, a listovi su često duboko režnjeviti ili barem grubo nazubljeni na rubovima. Dok mnoga listopadna stabla u umjerenim područjima proizvode jedno veće novo lišće svakog proljeća, mnoge vrste hrastova i neke biljke u drugim porodicama u umjerenim područjima nastavljaju proizvoditi novo lišće tijekom vegetacijske sezone. Ove dvije značajke, nedostatak dobro razvijenog abscisijskog sloja na lisnoj peteljci i stvaranje lišća tijekom ljeta, tumače se kao pokazatelji podrijetla porodice u tropima ili suptropima, gdje bi uvjeti omogućili rast tijekom cijele godine. Brzo smanjenje raznolikosti vrsta Fagaceae sjeverno od oko 35° do 40° N geografske širine podupire ovu hipotezu. Posebni uvjeti u mediteranskom području - ljetna suša i zimske kiše - koji se također nalaze u dijelu zapadne Sjeverne Amerike, daju karakter suhog staništa pripadnicima Fagales koji se tamo pojavljuju, uključujući takve značajke kao što su mali kožasti listovi koji su bodljikavi ili dlakavi.
Nothofagus ima male grubo nazubljene listove koji podsjećaju na lišće nekih breza. Za razliku od Fagaceae, Nothofagus može rasti u hladnim, negostoljubivim klimatskim uvjetima, čak i uz snježnu granicu u planinama Južne Amerike. U tom pogledu rod je po ekološkim preferencijama sličniji Betulaceae nego Fagaceae i možda se može smatrati pandanom breza na južnoj hemisferi. Ovo se slaže s drugim dokazima koji ukazuju na bliže srodstvo Nothofagus s Betulaceae nego s Fagaceae.
Cvatovi Betulaceae sastoje se od središnje osi na kojoj se nalazi niz jako smanjenih i stisnutih spiralno raspoređenih cima. Hipotetski predak cvata sastojao se od tri cvijeta, svaki na posebnoj stabljici, od kojih je svaki bio spojen na glavnu stabljiku, i sedam listolikih brakteja. Vjeruje se da je postojeći cvjet u Betulaceae nastao evolucijskim gubitkom cvjetne stabljike, peteljke i jednog ili više brakteja, smanjenjem veličine cvjetova i kompresijom glavne osi cvata. Kod svih rodova osim betule, cime su svedene na dva cvijeta. Betula, s trocvjetnim cimama, zadržala je raspored predaka. Sve izvorne brakteje još uvijek su prisutne u ženskim cvjetovima Carpinus, Ostrya i Ostryopsis; kod Betule su izgubljeni najgornji brakteji; a jedan brakt je izgubljen u Corylus. Tepali su još uvijek prisutni u cvjetovima Carpinus, Corylus, Ostrya i Ostryopsis, ali su potpuno izgubljeni tijekom evolucije kod Alnus i Betula.
U Betula i Alnus, koji imaju najmanje plodove u Fagales, i ženski i muški cvjetovi rađaju se u macicama. Macice ženskih cvjetova alnusa su drvenaste i podsjećaju na češere nekih golosjemenjača. Ljuske se u zrelosti rašire kako bi oslobodile zreli plod. Kod Betule listovi macica su listopadni, a zrele macice se razbijaju kako bi oslobodili krilate plodove. U preostalim rodovima Betulaceae, plodovi su orasi ili oraščići koji se rađaju u vrećastim ljuskama ili su pričvršćeni na listolike brakteje.
Ljuska koja okružuje orahe Corylus ferox proizvodi duge bodlje i nevjerojatno sliči ljusci plodova Castanea i nekih vrsta Castanopsis u Fagaceae, ali kod drugih vrsta Corylus ljuske su više lisnatog izgleda ili cjevaste i u obliku pljoske. Iako nisu bodljikave, ljuske često nose brojne višestanične, žljezdane dlake, koje izlučuju ljepljivu tvar koja može odvratiti predatora orašastih plodova.
Juglandaceae su neobičnog reda, s listovima perasto složenim, ponekad trolistnim. Vegetativni dijelovi prekriveni su aromatičnim ljuskastim žlijezdama (u obliku kišobrana). Debla stabala crnog oraha dostižu visinu od gotovo 50 metara (oko 165 stopa). Masivna debla također su razvijena od “pekana” (Carya illinoinensis) i nekih hikorija. Debla drveća sastoje se gotovo u cijelosti od sekundarnog drva —tj. drva koje proizvodi kambijalni cilindar sastavljen od stanica koje se diferenciraju prema unutra, kako bi se dodale već prisutnom drvu. Kambij, također prisutan u korijenju, aktivan je uglavnom u proljeće.  Casuarinaceae su osebujna stabla ili grmovi prilagođeni sušnim staništima i imaju spojene grane s kratkim internodijama. Listovi su neobične strukture, pojavljuju se kao vijuga smanjenih ljuskastih struktura na svakom čvoru. Često se brkaju s golosjemenjačama.

## Porodice:
1. Familia Nothofagaceae Kuprian. (39 spp.)
  1. Nothofagus Blume (5 spp.)
  2. Fuscospora (R. S. Hill & J. Read) Heenan & Smissen (6 spp.)
  3. Lophozonia Turcz. (7 spp.)
  4. Trisyngyne Baill. (21 spp.)
2. Familia Fagaceae Dumort. (928 spp.)
  1. Subfamilia Fagoideae K. Koch
    1. Fagus L. (8 spp.)

  2. Subfamilia Quercoideae Irvine
    1. Formanodendron Nixon & Crepet (1 sp.)
    2. Trigonobalanus Forman (1 sp.)
    3. Colombobalanus Nixon & Crepet (1 sp.)
    4. Castanea Mill. (8 spp.)
    5. Castanopsis (D. Don) Spach (146 spp.)
    6. Lithocarpus Blume (348 spp.)
    7. Chrysolepis Hjelmqv. (2 spp.)
    8. Notholithocarpus Manos, Cannon & S. H. Oh (1 sp.)
    9. Quercus L. (412 spp.)
3. Familia Myricaceae Rich. ex Kunth (47 spp.)
  1. Tribus Canacomyriceae Reveal
    1. Canacomyrica Guillaumin (1 sp.)

  2. Tribus Myriceae Small
    1. Comptonia L´Hér. ex Aiton (1 sp.)
    2. Myrica L. (2 spp.)
    3. Morella Lour. (43 spp.)
4. Familia Juglandaceae DC. ex Perleb (72 spp.)
  1. Subfamilia Engelhardioideae Iljinsk.
    1. Engelhardia Lesch. ex Blume (11 spp.)
    2. Oreomunnea Oerst. (3 spp.)
    3. Alfaroa Standl. (6 spp.)

  2. Subfamilia Platycaryoideae W. E. Manning
    1. Platycarya Siebold & Zucc. (2 spp.)

  3. Subfamilia Juglandoideae Eaton
    1. Tribus Caryeae Koidz.
      1. Annamocarya A. Chev. (1 sp.)
      2. Carya Nutt. (19 spp.)

    2. Tribus Juglandeae Rchb.
      1. Juglans L. (23 spp.)
      2. Pterocarya Kunth (6 spp.)
      3. Cyclocarya Iljinsk. (1 sp.)
5. Familia Rhoipteleaceae Hand.-Mazz. (1 sp.)
  1. Rhoiptelea Diels & Hand.-Mazz. (1 sp.)
6. Family Casuarinaceae R. Br. (92 spp.)
  1. Gymnostoma L. A. S. Johnson (14 spp.)
  2. Allocasuarina L. A. S. Johnson (62 spp.)
  3. Ceuthostoma L. A. S. Johnson (2 spp.)
  4. Casuarina L. (14 spp.)
7. Familia Ticodendraceae Gómez-Laur. & L. D. Gómez (1 sp.)
  1. Ticodendron Gómez-Laurito & Gómez P. (1 sp.)
8. Familia Betulaceae Gray (196 spp.)
  1. Subfamilia Betuloideae Rich. ex Arn.
    1. Betula L. (81 spp.)
    2. Alnus Mill. (37 spp.)

  2. Subfamilia Coryloideae Hook. fil.
    1. Tribus Coryleae Dumort.
      1. Corylus L. (19 spp.)

    2. Tribus Carpineae A. DC.
      1. Ostryopsis Decne. (3 spp.)
      2. Carpinus L. (48 spp.)
      3. Ostrya Scop. (8 spp.)